# Герловски бряг
Герловски бряг (на английски: Gerlovo Beach) е плажен бряг с дължина от около 2 km в северозападната част на полуостров Йоан Павел II на остров Ливингстън, Южни Шетлъндски острови, Антарктида. Наречен е на историко-географската област Герлово, намираща се в Североизточна България.
Брегът е заключен на югоизток от скалата Меркурий и завършва точно срещу остров Сан Телмо на северозапад. През сезона на лятото брегът е незаснежен и е с площ от 73 ha.
Герловски бряг е посетен от китоловци за пръв път в началото на 19 век.

## Разположение
Координатите му са 62°29′20″ ю. ш. 60°48′55″ з. д. / 62.488889° ю. ш. 60.815278° з. д.. Британско картографиране от 1822 и 1968 г., испанско от 1991 г. и българско от 2009 г.

## Карти
- L.L. Ivanov et al, Antarctica: Livingston Island, South Shetland Islands (from English Strait to Morton Strait, with illustrations and ice-cover distribution), 1:100000 scale topographic map, Antarctic Place-names Commission of Bulgaria, Sofia, 2005
- Л. Иванов. Антарктика: Остров Ливингстън и острови Гринуич, Робърт, Сноу и Смит. Топографска карта в мащаб 1:120000. Троян: Фондация Манфред Вьорнер, 2009. ISBN 978-954-92032-4-0
- Л. Иванов. Карта на остров Ливингстън. В: Иванов, Л. и Н. Иванова. Антарктика: Природа, история, усвояване, географски имена и българско участие. София: Фондация Манфред Вьорнер, 2014. с. 18 – 19. ISBN 978-619-90008-1-6